# 의령향교
의령향교(宜寧鄕校)는 대한민국 경상남도 의령군 의령읍 서동리에 있는 향교이다. 1982년 8월 2일 경상남도 유형문화재 제201호로 지정되었다.

## 개요
의령향교가 세워진 시기는 언제인지는 확실하지 않으나 원래 의령읍 동동에 있던 것을 1582년(선조) 현감 이함이 지금의 자리로 옮겼다고 한다. 각 건물들은 급경사지에 세워졌는데 여러 개의 가파른 계단을 통해 서로 연결되고 있는데 공부하는 곳인 명륜당과 동ㆍ서재가 앞쪽에 자리하고 있고 사당인 대성전이 뒤쪽에 있는 전학후묘의 배치로 이루어져 있으며, 대정선의 좌우 공간에 동ㆍ서무를 세울 수 있었음에도 세우지 않은 것이 특징이다.